# Cephalophlugis
Cephalophlugis is een geslacht van rechtvleugeligen uit de familie sabelsprinkhanen (Tettigoniidae). De wetenschappelijke naam van dit geslacht is voor het eerst geldig gepubliceerd in 1998 door Gorochov.

## Soorten
Het geslacht Cephalophlugis omvat de volgende soorten:
- Cephalophlugis cephalotes Bolívar, 1888
- Cephalophlugis setosa Gorochov, 2012